# Blang Sentang
Blang Sentang is een bestuurslaag in het regentschap Bener Meriah van de provincie Atjeh, Indonesië. Blang Sentang telt 1448 inwoners (volkstelling 2010).